# Назлимов Володимир Аліверович
Володи́мир Аліверович Назли́мов (нар. 1 листопада 1945 року в Махачкалі) — радянський та американський фехтувальник на шаблях кримськотатарського походження, трикратний олімпійський чемпіон, двічі срібний і один раз бронзовий призер Олімпійських ігор у 1968—1980 роках. Заслужений майстер спорту СРСР (1968). Заслужений діяч культури Дагестанської АРСР (1968).
Почав займатись фехтуванням у 1956 році. У складі збірної СРСР з 1967 по 1980 рік. Багаторазовий чемпіон світу: 1975 і 1979 роки — в особистій першості, 1967, 1969, 1970, 1971, 1974, 1975, 1977, 1979 — чемпіон світу у складі команди шаблістів СРСР. Трикратний срібний призер чемпіонатів світу, двічі бронзовий призер. Неодноразовий чемпіон СРСР з 1971 по 1977 рік у особистих та командних змаганнях. Переможець Спартакіади народів СРСР 1971 року в особистих змаганнях. Найкращий шабліст планети 1975 і 1977 років за версією Міжнародної федерації фехтування.
В 1969 році закінчив Дагестанський педагогічний інститут.
Після завершення спортивної кар'єри перейшов на тренерську роботу, деякий час був головним тренером Збройних сил СРСР з фехтування. У 1980-х був арбітром на найбільших змаганнях з фехтування. Нині живе у США, працює тренером у державному університеті в Коламбусі. В 1995 і 1997 роках був старшим тренером збірної США на чемпіонаті світу і Всесвітній Універсіаді.
Одружений. Виховує сина й дочку.